# Kaxon (marca)
Kaxon es una empresa colombiana cuya actividad económica se encuentra en el sector textil con la confección, fabricación, importación y exportación de ropa deportiva. Kaxon fue creada en año 2007 en la ciudad de Bogotá, Colombia

## Historia
En el año 2008 nace la marca Colombiana Kaxon que patrocina equipos tanto de la Categoría Primera A como de la Categoría Primera B. El equipo Boyacá Chicó Fútbol Club fue el primer equipo que fue patrocinado con la marca.
En el año 2011 la empresa se consolida con el nombre de Kaxon Sports S.A.S.